# Marianne Gaarden
Marianne Gaarden (* 4. Februar 1964 in Brønderslev) ist eine dänische lutherische Theologin. Seit 2017 amtiert sie als Bischöfin im Bistum Lolland-Falster in der Dänischen Volkskirche.

## Leben
Nachdem sie 1990 eine Ausbildung an einer Kunstschule in Barcelona abgeschlossen hatte, studierte Gaarden Evangelische Theologie an der Universität Kopenhagen und legte 2005 das Kandidatenexamen ab. Sie unterrichtete dann am Pastoralseminar der Dänischen Volkskirche, bis sie 2006 Gemeindepfarrerin in Hillerød wurde. 2007 wechselte sie in gleicher Funktion nach Præstø-Skibinge. 2011 übernahm sie eine Stelle am Ausbildungsinstitut der Dänischen Volkskirche in Løgumkloster, auf der sie gleichzeitig an einer Dissertation zu einem Thema der Homiletik arbeiten konnte. Nach Abschluss der Promotion an der Universität Aarhus im Jahr 2014 wurde sie im nächsten Jahr theologische Beraterin im Bistum Helsingør. Daneben hatte sie von 2014 bis 2017 einen Lehrauftrag an der Vanderbilt University.
Nach dem Amtsverzicht von Steen Skovsgaard setzte sie sich im Juni 2017 im zweiten Wahlgang der Bischofswahl knapp gegen die Gegenkandidatin Christina Rygaard Kristiansen durch. Sie übernahm das Bischofsamt zum 1. September 2017 und wurde am 10. September 2017 im Dom zu Maribo in ihr Amt eingeführt. 
Gaarden ist verwitwet und hat zwei erwachsene Söhne. In zweiter Ehe ist sie mit dem Theologen und Pädagogen Michael Schelde verheiratet.

## Schriften (Auswahl)
- Den emergente prædiken. En kvalitativ undersøgelse af mødet mellem prædikantens ord og den situerede kirkegænger i gudstjenesten. Dissertation Aarhus 2014.
- Prædikenen som det tredje rum. Anis, Frederiksberg 2015.
  - The Third Room of Preaching. The Sermon, the Listener, and the Creation of Meaning (= The Westminster Homiletics Monograph Series). Westminster John Knox Press, Louisville 2017.